# Opatov (Luby)
Opatov (německy Absroth) je malá vesnice, část města Luby v okrese Cheb v Karlovarském kraji. Nachází se asi jeden kilometr východně od Lubů. Je zde evidováno 41 adres. V roce 2011 zde trvale žilo 38 obyvatel.
Opatov leží v katastrálním území Opatov u Lubů o rozloze 11,05 km².

## Historie
První písemná zmínka o vesnici pochází z roku 1158.

## Obyvatelstvo
Při sčítání lidu v roce 1921 zde žilo 941 obyvatel, z nichž byli čtyři Čechoslováci, 928 obyvatel německé národnosti a devět cizozemců. K římskokatolické církvi se hlásilo 932 obyvatel, šest k evangelické a tři obyvatelé byli bez vyznání.
| Rok            | 1869 | 1880 | 1890 | 1900 | 1910  | 1921 | 1930 | 1950 | 1961 | 1970 | 1980 | 1991 | 2001 | 2011 | 2021 |
| -------------- | ---- | ---- | ---- | ---- | ----- | ---- | ---- | ---- | ---- | ---- | ---- | ---- | ---- | ---- | ---- |
| Počet obyvatel | 598  | 720  | 889  | 907  | 1 055 | 941  | 950  | 235  | 167  | 145  | 68   | 52   | 40   | 38   | 57   |
| Počet domů     | 63   | 72   | 83   | 95   | 108   | 111  | 126  | 128  | -    | 33   | 18   | 21   | 24   | 26   | 27   |

## Obecní správa
Při sčítání lidu v letech 1850–1959 Opatov byl samostatnou obcí v okrese Cheb. Od roku 1960 je částí města Luby v okrese Cheb. V letech 1850–1899 k obci patřily Dolní Luby a v letech 1850–1909 také Horní Luby.

## Galerie

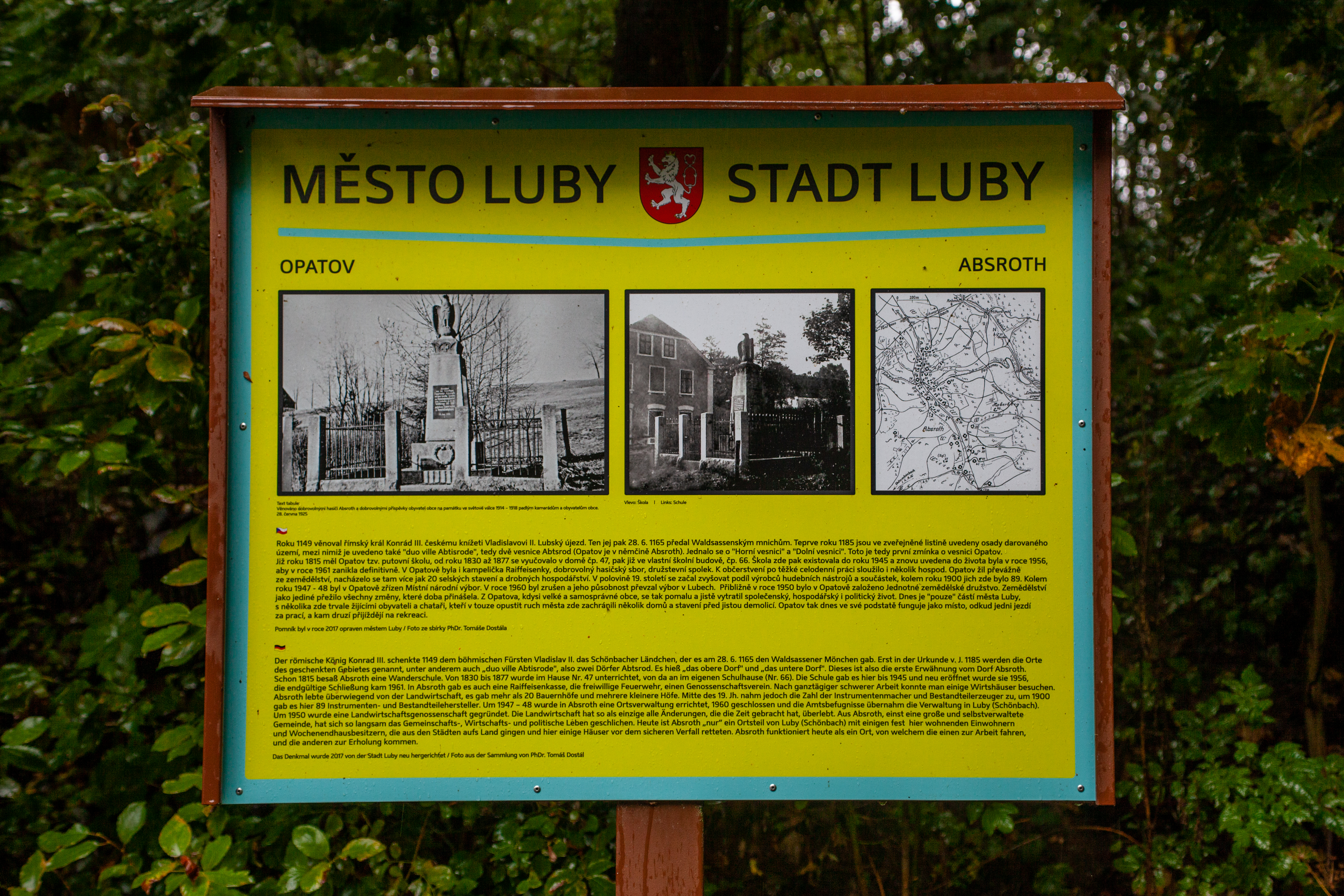
Naučná cedule s historií vesnice
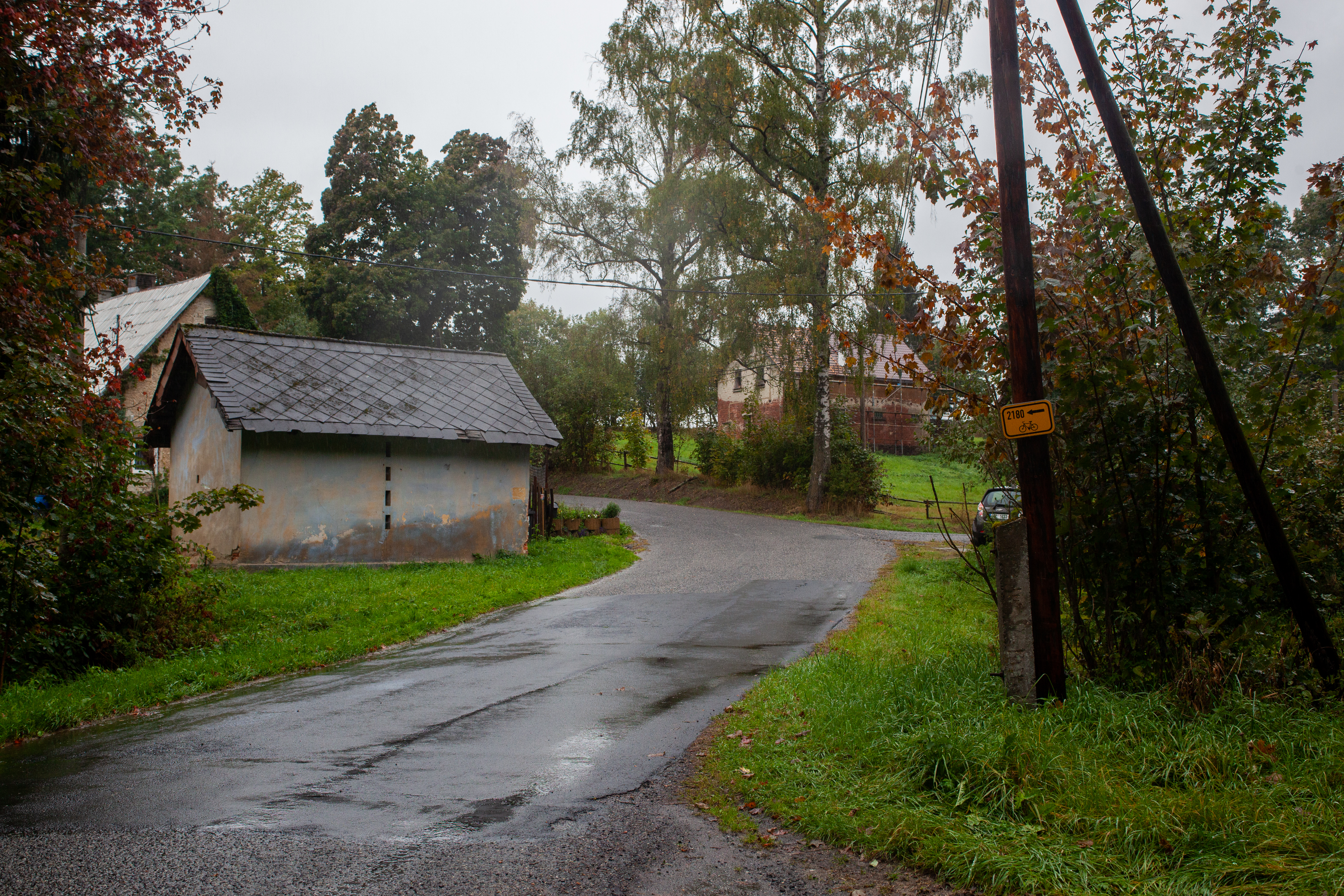
Silnice (2020)
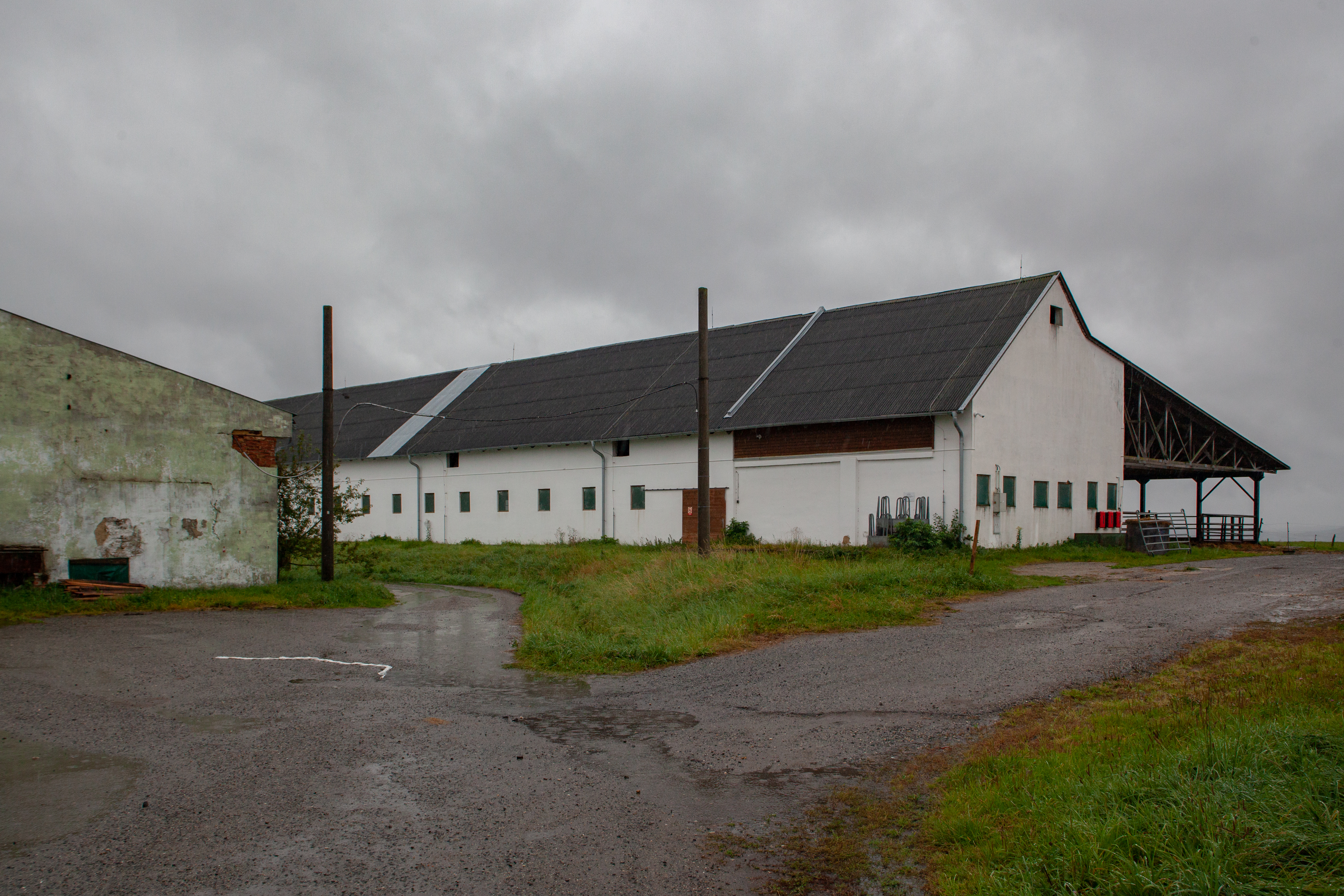
Statek (2020)